# Pastor Torao Sikara
Pastor Torao Sikara (14 d'abril de 1915-6 de març de 1969), va ser un polític de Guinea Equatorial.

## Biografia
Va néixer el 14 d'abril de 1915. Pertanyia a l'ètnia dels bubis.
Va exercir durant la seva joventut com mestre, primer a Fernando Poo i després a Río Muni. Posteriorment es va dedicar a la agricultura.
Adherit a la causa independentista guineana, va ser un dels primers líders del Moviment Nacional d'Alliberament de Guinea Equatorial (MONALIGE), del que va arribar a ser president. Al febrer de 1967 va viatjar a Espanya al costat d'Atanasio Ndongo i Agustín Grange, entrevistant-se amb personalitats governamentals com Luis Carrero Blanco i Fernando María Castiella.
Va participar en la Conferència Constitucional de Guinea Equatorial de 1967, durant la qual es va preparar la Constitució de Guinea Equatorial de 1968.
Declarada la Independència de Guinea Equatorial en 1968, el 16 d'octubre d'aquest any és elegit president de l'Assemblea Nacional de Guinea Equatorial.
Després de l'intent de cop d'estat de març de 1969 encapçalat per Atanasio Ndongo, Torao va ser immediatament detingut. Va ser assassinat a la presó el 6 de març al costat del diplomàtic Saturnino Ibongo Iyanga.